# Bathothauma lyromma
Bathothauma lyromma – gatunek kałamarnicy z rodziny Cranchiidae. Postaci młodociane (paralarvae) osiągają duże rozmiary i mają oczy osadzone na długich szypułkach. Ma fotofory w sąsiedztwie oczu.  Płaszcz dorosłych osobników mierzy do 20 cm długości. Pionowy zasięg występowania tego gatunku obejmuje głębokości od 100 do 1250 m. Im młodsze osobniki, tym mniejsze głębokości zamieszkują.